# Fundy Sinus
Il Fundy Sinus è una struttura geologica della superficie di Titano.